# Schlacht um Finnland
Schlacht um Finnland (Original Tali-Ihantala 1944) ist ein militärhistorischer Film, der die Ereignisse um die Abwehrschlacht bei Tali-Ihantala von 1944 darstellt. Der Film der Regisseure Åke Lindman und Sakari Kirjavainen wurde 2007 fertiggestellt und erzielte Nominierungen für die Jussi-Awards in den Bereichen Bester Film, Bester Schnitt, Beste Musik und Bestes Sound-Design. Die deutsche Synchronfassung datiert von 2012.

## Historischer Hintergrund
Nachdem die deutsche Heeresgruppe Mitte zunehmend ihre operative Kapazität verloren hatte  (→ Zusammenbruch der Heeresgruppe Mitte an der Ostfront) und die Initiative auf sowjetischer Seite lag, zeichnete sich ein Angriff der Roten Armee auf Finnland im Verlauf des Sommers 1944 ab. Als die West-Alliierten im Juni 1944 in der Normandie gelandet waren, wurde auf sowjetischer Seite ein Abzug von Wehrmachtseinheiten vermutet, vor allem Flugzeuge und Gerät, und somit ein taktisch günstiger Moment für eine schnelle Landnahme. Dies sollte den Druck auf die Deutschen in Leningrad nach einer Umschließung erhöhen und zur Aufgabe zwingen und somit die Entsetzung erzielen. Durch eine Meldepanne der Roten Armee war den Finnen jedoch Ort und Zeitpunkt des Angriffs genau bekannt, und man konnte die Rote Armee erfolgreich so lange zurückschlagen, bis die strategische Leitung des Sowjetheeres ein Umschwenken in Richtung baltische Küste beschloss. Dies gelang vornehmlich dank eines neuen Artillerieleitverfahrens mit vorgeschobenen Beobachtern und Drahttelefonen, der Verfügbarkeit moderner deutscher Panzerabwehrwaffen und dank eines Eingreifens deutscher Schlachtflieger; vor allem jedoch aufgrund der Verbissenheit und taktischen Überlegenheit der finnischen Infanterie.

## Handlung
Generalmajor Ruben Lagus zieht mit seiner Panzerdivision den Verbänden der Roten Armee entgegen. Eine Seelandung westlich von Murmansk ist aufgrund des Terrains unwahrscheinlich. Die Rote Armee kommt, und sie kann nur auf einem engen Geländeabschnitt wirklich operativ agieren. Es ist klar, dass es aufgrund der unterlegenen Kapazitäten der finnischen Armee nur eine Schlacht geben kann und wird. Der Film schildert hierbei die verzweifelte Entschlossenheit der Finnen, diesen Kampf für sich zu entscheiden.
Die Schlacht von Tali-Ihantala fand auf einem Gebiet von etwa 100 km² zwischen der Wyborger Bucht und dem Fluss Vuoksi statt. Der sowjetische Vorstoß konzentrierte sich auf das Gebiet östlich von Wyborg, vom südlich gelegenen Dorf Tali bis zur Gegend um die nördlichere Siedlung Ihantala. Dies war das einzige für gepanzerte Fahrzeuge geeignete Gelände über die Karelische Landenge – zehn Kilometer weit und durch Seen und im Osten durch den Fluss Vuoksi begrenzt.
Das Streben Finnlands nach Souveränität gegenüber Schweden und Russland, unter deren wechselndem Einfluss es jahrhundertelang stand, wird in der Handlung des Filmes durch den zweifelhaften Pakt mit den Nazis gestützt. Ein hochemotionales Thema, das in einer durchgestuften Erzählstruktur veranschaulicht wird. Der Plot spielt sowohl in den Büros der Militär-Attachés als auch auf Truppenebene, wo General Lagus’ Sohn mit seiner Sturmgeschützbatterie kämpft.
Am Ende gelingt es 50.000 Finnen der im Verhältnis 3:1 zahlenmäßig überlegenen Roten Armee die Initiative abzunehmen und durch Angriffszeitpunkt und Ort der sowjetischen Führung zu zeigen, dass sie sowohl kämpferisch der Roten Armee ebenbürtig als auch genauestens über die Angriffspläne informiert waren. Generalleutnant Dmitri N. Gusew, Befehlshaber der 21. russischen Armee, muss sich für diese Schlappe sowie die offensichtlichen strategischen Pannen vor dem russischen Generalstab verantworten und bekommt die operative Initiative entzogen. Die Finnen behalten ihre Souveränität, und die Wehrmacht (Luftwaffen-Gefechtsverband Kuhlmey und Sturmgeschütz-Brigade 303) kann unter Wahrung von Ansehen und strategischem Vorteil aus Finnland abgezogen werden.

## Rezeption
Aftonbladet bezeichnete den Film als in jeder Hinsicht „beeindruckend“, und auch Dagens Nyheter betonte vor allem die filmische Qualität.
Es ist dem Regisseur Lindman gelungen, dieses schwierige Thema (Finnlands Bündnis mit den Nazis) glaubwürdig, ohne Revisionismus auf das Thema Souveränität und Freiheitsliebe der Finnen herunterzubrechen, ohne in Heroismus für die leoninische Aufgabe der Protagonisten zu schwelgen. Hierin ist er vergleichbar mit Petersens Film „Das Boot“.